# Stay the Ride Alive
Stay the Ride Alive – trzydziesty siódmy singel japońskiego artysty Gackta, wydany 1 stycznia 2010 roku. Utwór wykorzystano jako piosenkę przewodnią filmu Kamen Rider × Kamen Rider W & Decade: Movie War 2010. Utwór został pierwotnie zatytułowany Stay the Decade Alive zanim został przemianowany na Stay the Ride Alive pod koniec listopada. Singel osiągnął 3 pozycję w rankingu Oricon i pozostał na listach przebojów przez 9 tygodni. Sprzedano 37 920 egzemplarzy.

## Lista utworów
Wszystkie utwory zostały napisane przez Shoko Fujibayashi.
| Nr | Tytuł                               | Kompozycja | Aranżacja             | Czas |
| -- | ----------------------------------- | ---------- | --------------------- | ---- |
| 1. | "Stay the Ride Alive"               | Ryo        | Kōtarō Nakagawa & Ryo |      |
| 2. | "Stay the Ride Alive Classic Edit." | Ryo        | Kōtarō Nakagawa       |      |
| 3. | "Stay the Ride Alive instrumental"  | Ryo        | Kōtarō Nakagawa & Ryo |      |

## Notowania
| Lista                       | Pozycja |
| --------------------------- | ------- |
| Oricon Weekly Singles Chart | 3       |
| Billboard Japan Hot 100     | 79      |
| Billboard Hot Singles Sales | 5       |